# Allée couverte Le Blanc Val
Die kleine Allée couverte Le Blanc Val (auch Allée couverte du Blanc Val – deutsch „Weißes Tal“) wurde 1949 von einem Landwirt südlich von Presles im Département Val-d’Oise in Frankreich beim Pflügen entdeckt, zunächst heimlich untersucht und sodann ausgegraben und 1951 unter Schutz gestellt. Gefunden wurden 21 Skelette, geschliffene Äxte aus Feuerstein und Grünstein und Abschläge von Feuersteinklingen. Unter den Objekten waren auch solche aus Knochen und Geweih sowie Tonscherben aus dem Neolithikum.
Die Kammer besteht aus neun Tragsteinen. Der auf ⅔ seiner Höhe horizontal gebrochene Türstein mit einem Seelenloch von 50 cm Durchmesser trennt die Kammer von der etwa einen Meter langen Vorkammer, die aus drei Tragsteinen besteht. Alle Decksteine fehlen. Das etwa 1,3 m hohe Galeriegrab im Stil der Seine-Oise-Marne-Kultur hat eine Länge von 4,6 m und eine Breite von 1,4 m. Der Zugangsbereich befindet sich im Südosten. Derzeit liegt es etwa einen Meter unter dem Bodenniveau. Wahrscheinlich lag es früher auf Bodenniveau. Der Zugang muss von oben erfolgt sein.

Allée couverte Le Blanc Val
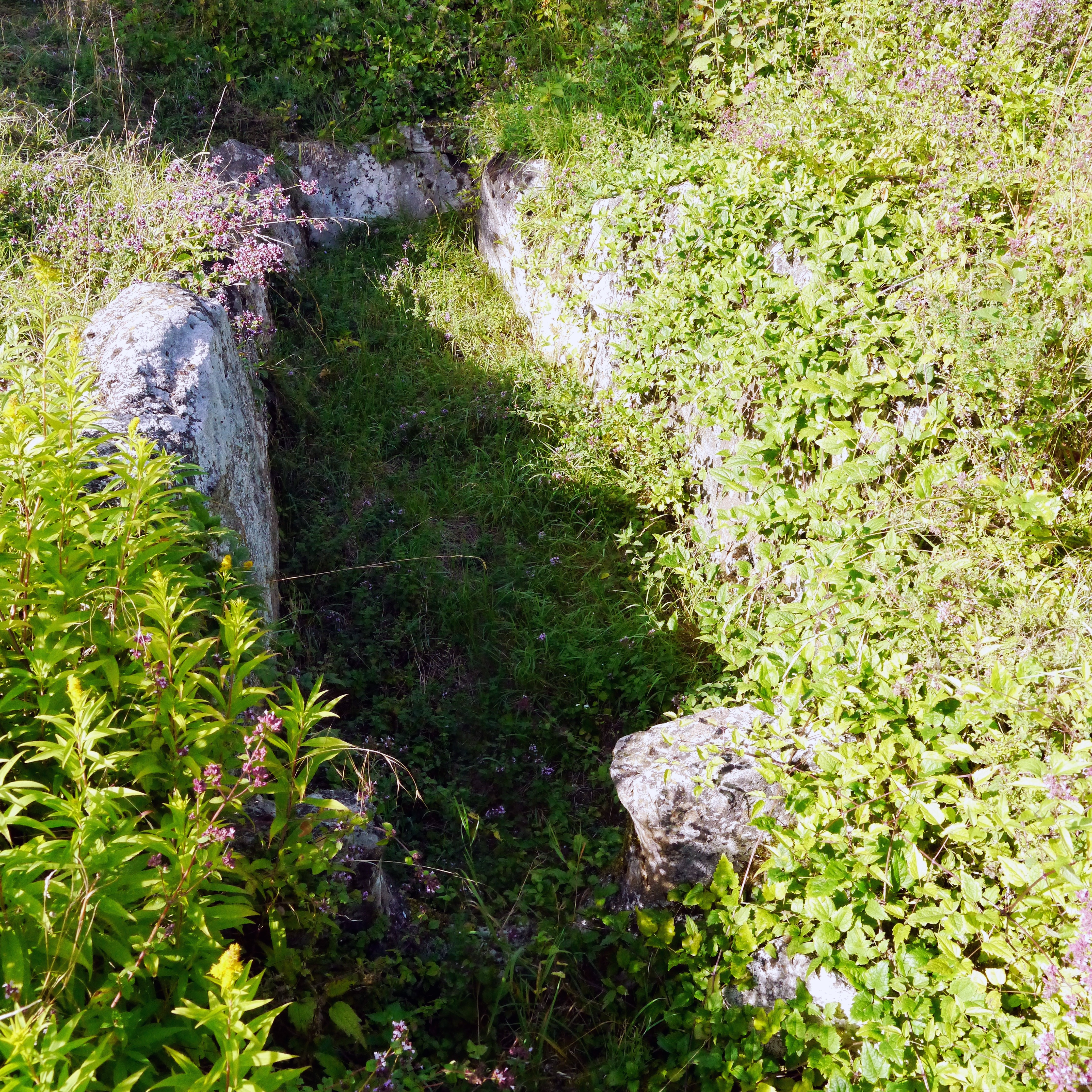
Allée couverte Le Blanc Val
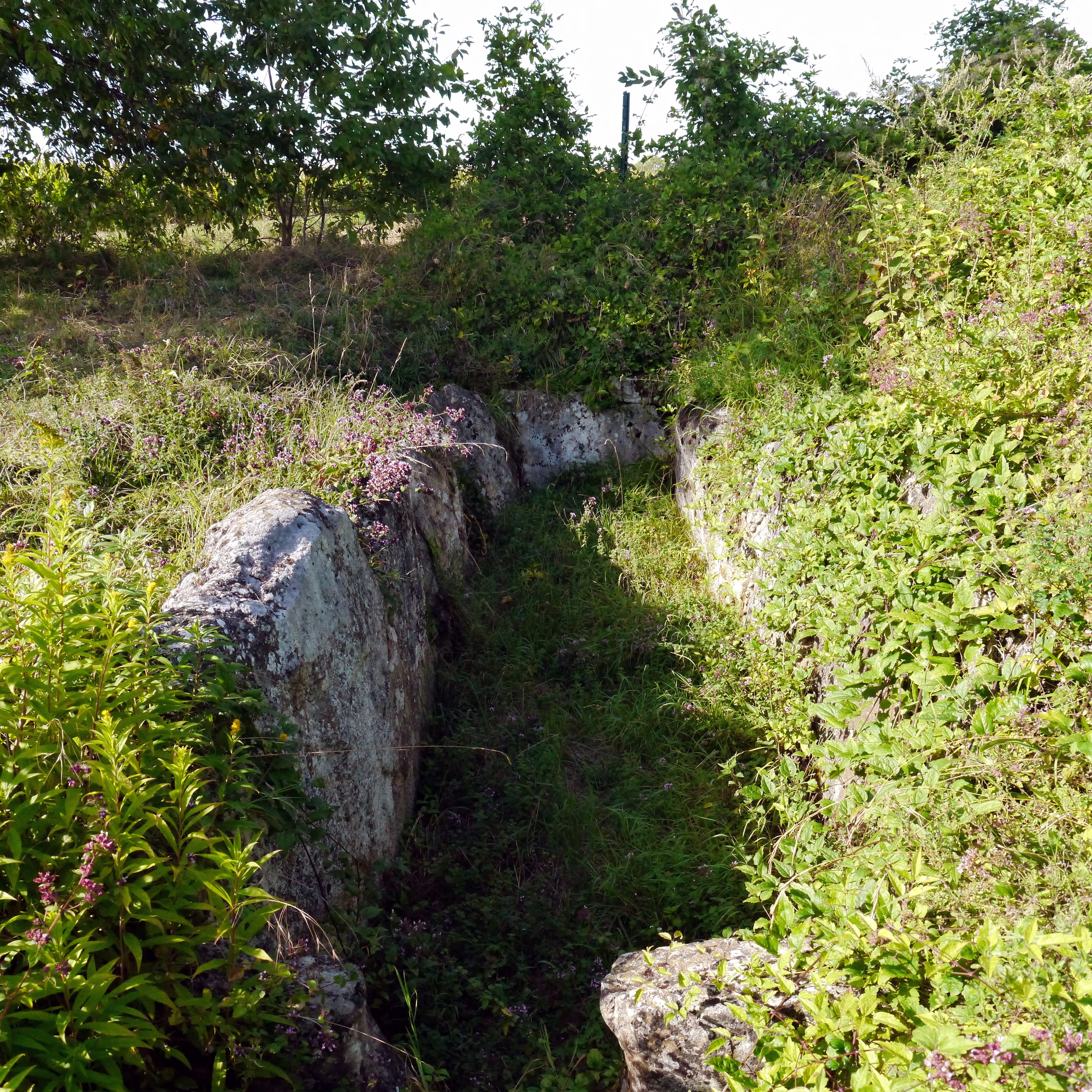
Allée couverte Le Blanc Val
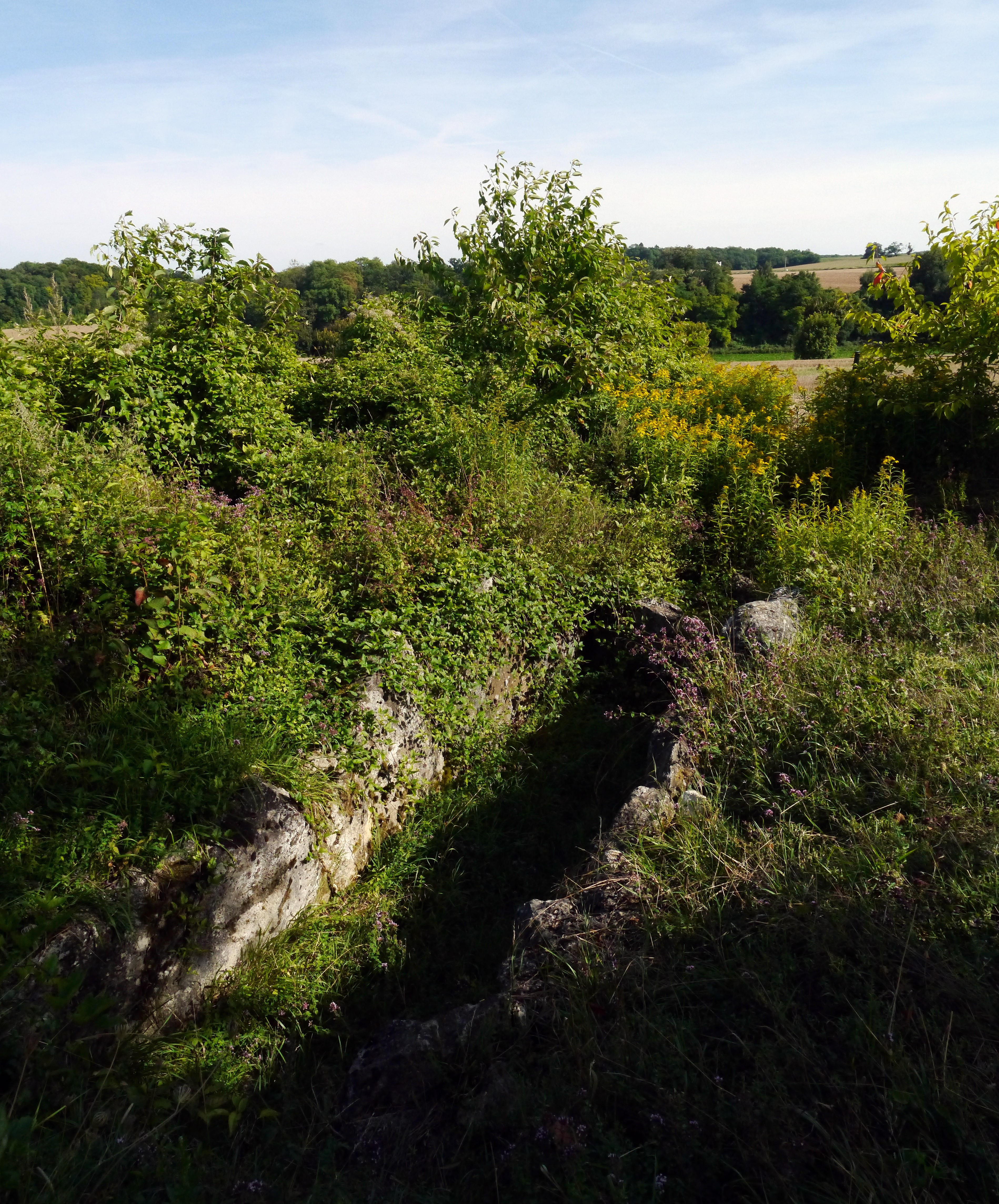
Allée couverte Le Blanc Val
Schema eines Galeriegrabs - (französisch Allée couverte)

In der Nähe liegen das Galeriegrab Dolmen de la Pierre Plate und südwestlich der Ortschaft La Croix der Pierre Turquaise.